# Förenade Yllefabrikerna AB

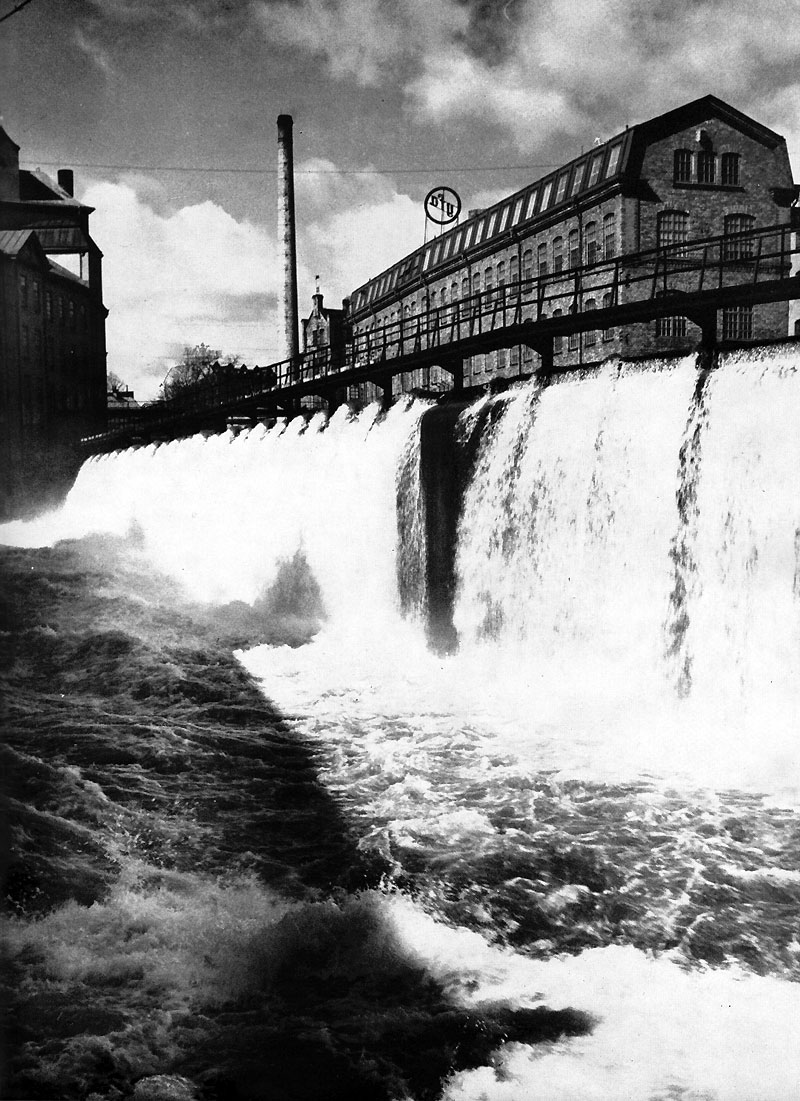
Foto av Förenade Yllefabrikerna på Smedjeholmen 1953 av K. W. Gullers.

Förenade Yllefabrikerna AB (YFA) grundades 1913 genom sammanslagning av fyra av Norrköpings fem största yllefabriker: Bergsbro AB, Brücks AB, Ströms AB och R Wahren AB. YFA ägdes från 1926 av Holmens bruks och fabriks AB. Bolaget lades ned 1970.
Huvudkontoret var beläget i Norrköping, och man hade 1927 1 400 anställda.